# Heinz aus Wien
Heinz aus Wien ist eine österreichische Band mit deutschsprachigen Liedtexten. Ursprünglich lautete der Bandname nur „Heinz“, da es aber in Deutschland bereits eine Band gleichen Namens gab und man rechtliche Probleme vermeiden wollte, wurde der Name schlicht um den Zusatz „aus Wien“ erweitert.

## Geschichte

Heinz aus Wien beim Donauinselfest 2006

1995 wurde „Heinz aus Wien“ von Michael Gaissmaier, Lelo Brossmann, Cornelius Dix und Bernd Jungmair gegründet. Ihren ersten Erfolg feierte die Band mit dem Lied Alles Gute, FM4, das sie dem österreichischen Jugendradiosender FM4 anlässlich dessen ersten Geburtstags widmete und das in den Charts selbigen Senders Platz 1 erreichte. Auch die nachfolgenden Lieder Schlafen ohne dich und Ich hab mit Tocotronic Bier getrunken waren häufig auf FM4 zu hören und steigerten den Bekanntheitsgrad der Band. Das Debütalbum Welsfischen am Wolgadelta erschien Ende 1996, das zweite Album Elektroboot, bitte wurde rund ein Jahr später veröffentlicht. Nach einem Label-Wechsel zu BMG wurde noch 2000 im Heimatland Pasadena herausgebracht, während Deutschland im Februar 2001 zunächst die Vorab-Single Lieb im Prinzip angeboten bekam, der das Album im März 2001 nachfolgte. Im Jahr darauf erschien Karate Karate. Beide Alben waren bewusst etwas poppiger gehalten. Nach Erscheinen des Livealbums Live in Mexico im Jahr 2003 verließ der Gitarrist Lelo Brossmann die Band. Ende 2004 präsentierte sich Heinz aus Wien in neuer Besetzung, anstelle von Helmuth Brossmann wurde die Band durch die Gitarristen Paul Wallner und Markus Gartner verstärkt.
Im April 2005 erschien das fünfte Studio-Album It’s a Crazy World, zum zehnjährigen Bandjubiläum wurde außerdem die Biografie Steht ein Mann in Bremen veröffentlicht.
Ende 2007 wurde das sechste Studioalbum mit dem Namen Die Bunten Fahnen gehen über die Welt veröffentlicht. Im Frühjahr 2008 wurde die Band für den Soundtrack zur Mockumentary Das Wunder von Wien: Wir sind Europameister, am 30. Mai 2008 als Single veröffentlicht, ausgewählt.
Heinz aus Wien wurde in den Jahren 2001, 2002 und 2003 jeweils für einen Amadeus Austrian Music Award nominiert.
Im Herbst 2010 wurde Heinz aus Wien für die Österreichische Vorentscheidung zum Eurovision Song Contest 2011 nominiert.
Im Spätsommer 2016 unterschrieben Heinz bei Sony Music Austria ihren vierten Major-Plattenvertrag. Die erste Single Mach die Augen auf erschien am 28. Oktober 2016. Das dazugehörige Album "Grau in Grau in Stadt" erschien am 24. Februar 2017.
Seit 2022 spielen Heinz aus Wien wieder jährliche Weihnachtskonzerte. Nach den ausverkauften Konzerten im Wiener Fluc (2022, 2023) und im WUK (2024) übersiedelt man 2025 in die Wiener Arena.

## Diskografie

### Alben
- 1996: Welsfischen am Wolgadelta (MCA)
- 1997: Elektroboot, bitte (Universal)
- 2000: Pasadena (GiG Records)
- 2002: Karate Karate (GiG Records)
- 2003: Live in Mexico (Pate Records)
- 2005: It’s a Crazy World (Acute Music)
- 2006: It’s a Crazy Remix Album (Acute Music)
- 2007: Die bunten Fahnen gehn über die Welt (Herr Heinz Records)
- 2012: Heinz (Cosmix Media)
- 2014: Am Rio Grande (eine Surf-Tex-Mex-Reise durch die Welt von Heinz mit Freunden und Gästen; Livealbum; Zirkus Records)
- 2017: Grau in Grau in Stadt (Sony Music Entertainment)

### Singles
- 1996: Ich geh jetzt schlafen ohne dich (7"/Maxi-CD)
- 1997: (Ich wär gern) Johnny Depp (7"/Maxi-CD)
- 1997: Schön (Promo)
- 1998: Mein Ruf ist im Eimer (mit Schönheitsfehler)
- 2000: Lieb im Prinzip
- 2000: Lässig sein / Mono
- 2002: Ode an die Welle
- 2002: Zeiten mit dir
- 2002: So wie dieser Tag
- 2003: In Between Days
- 2005: Wir sind immer noch (mit Hansi Lang)
- 2005: Komm
- 2005: General
- 2007: Mein ganzes Herz
- 2008: Wunder von Wien
- 2010: Es ist an der Zeit
- 2011: È cosi
- 2012: Du bist der Grund
- 2016: Mach die Augen auf